# O Escafandro e a Borboleta
O Escafandro e a Borboleta (Le scaphandre et le papillon no original em francês) é um livro escrito pelo jornalista Jean-Dominique Bauby.

## Adaptação
Em 2007 foi lançado um filme com o mesmo título, dirigido por Julian Schnabel.